# Rafael Salmič
Rafael Salmič, slovenski amaterski gledališki igralec in narodni delavec, * 12. september 1870, Postojna, † 20. december 1930, Celje.

## Življenje in delo
Rodil se je v družini trgovca Antona Salmiča. Štiri razrede ljudske šole je leta 1882 končal v rojstnem kraju. V Ljubljani se je izučil za urarja in tu obiskoval še Borštnikovo dramsko šolo. Najprej je nastopal v ljubljanskem gledališču, nato pa v Postojni, kjer je opravljal urarsko obrt. Leta 1899 se je preselil v Celje, kjer je poleg svojega poklica vneto sodeloval v narodnem delu. V letih 1901−1906 je predsedoval Celjskemu pevskemu društvu, več let tudi celjskemu Dramatičnemu društvu. V tem času je nastopal tudi kot igralec. V številnih ljudskih igrah je ustvaril posrečene komične vloge (Blaž Mozol, Rokovnjači; Krjavelj, Deseti brat; Tonček, Divji lovec in drugih).  Rafael Salmič se prišteva med največje slovenske amaterske igralce. Kot praktični narodni delavec pa je bil tudi močna osebnost; pri tem je žrtvoval tudi uspehe svojega obrtniškega poklica.